# 3rd Generation Partnership Project
3rd Generation Partnership Project (3GPP) ist eine weltweite Kooperation von Standardisierungsgremien für die Standardisierung im Mobilfunk; konkret für UMTS, GSM, LTE und 5G/NR. Die 3GPP wurde am 4. Dezember 1998 von fünf Organizational Partners gegründet.

## Partner
Partner des Projekts sind:
- ARIB (Association of Radio Industries and Businesses, Japan)
- ETSI (European Telecommunication Standards Institute)
- ATIS (ehem. T1) (Alliance for Telecommunications Industry Solutions, USA)
- TTA (Telecommunications Technology Association, Korea)
- TTC (Telecommunications Technology Committee, Japan)

Zwischenzeitlich kam noch hinzu:
- CCSA (China Communications Standards Association, China)
- TSDSI (Telecommunications Standards Development Society, India)

Über diese Organizational Partners ist weltweit ein Großteil aller Mobilfunknetzbetreiber, -hersteller und -regulierungsbehörden in 3GPP organisiert.

## Spezifikationen
Ziel der Standardisierungsarbeit ist die Erstellung technischer Spezifikationen (TS), die alle Aspekte der Mobilfunktechnik so präzise beschreiben, dass die Mobilgeräte aller Hersteller in allen Mobilfunknetzen fehlerfrei funktionieren.
Weiterhin ist das 3GPP beteiligt an der Standardisierung des IP Multimedia Subsystems.
Die Spezifikationen können auf der Webseite der 3GPP frei aus dem FTP-Bereich  heruntergeladen werden (s. u.).

## Technische Gremien
Die Standardisierungsarbeit geschieht in TSGs (Technical Standardisation Group):
- TSG SA (= Services and Architecture)
- TSG CT (= Core Network & Terminals)
- TSG RAN (= Radio Access Network).

Jede TSG hat mehrere WGs (Working Groups), in denen jeweils Teilgebiete der TSG-Aufgaben behandelt werden.

## Sonstiges
Unabhängig von 3GPP gibt es das Projekt 3GPP2, eine Kooperation von Firmen, die am CDMA2000-Standard arbeiten.
Von 3GPP wurde auch ein Dateiformat mit der Endung „.3gp“ spezifiziert. Kompatibel zu „.3gp“ ist u. a. der Videocodec HDX4.